# Darfur

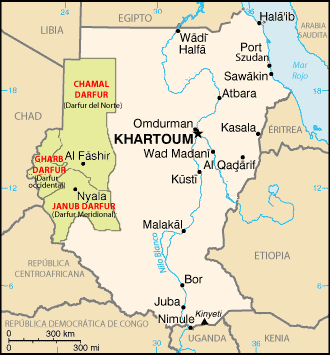
Darfur, en verd, situat a l'oest del Sudan.

El Darfur (en àrab دار فور, Dār Fūr, que vol dir ‘llar dels fur’) és una regió situada al Sudan occidental que limita amb la República Centreafricana, el Txad i Líbia. Està dividida en tres estats federats dins del Sudan: Gharb Darfur (Darfur Occidental), Janub Darfur (Darfur Meridional), i Shamal Darfur (Darfur Septentrional). El conflicte de Darfur entre els janjaweed i els africans negres de la regió ha derivat en una neteja ètnica de milers de persones i en el desplaçament forçat de diversos milions d'habitants de la regió.
L'1 d'agost de 2007 el govern del Sudan i les Nacions Unides van arribar a un acord per a desplegar, a partir de l'octubre, prop de 26.000 soldats per a controlar la situació de la regió.

## Geografia
Darfur té una extensió de 493.180 km², la qual és lleugerament inferior a la d'Espanya. Es troba en un altiplà àrid que té al centre les muntanyes Marrah (Djabal Marra), una serralada volcànica que arriba als 3.024 m d'altitud. El nord és un desert de sorra, mentre que al sud s'estén la sabana. Les zones nord i sud s'anomenen respectivament Dar al-Rih i Dar al-Said. Els nuclis de població principals són El Fashir (capital després del 1791, abans els sultans residien en algun lloc del Djabal Marra), Nyala i El Geneina. A la part central hi ha un creuament d'antigues rutes tradicionals. Una ruta coneguda com a "Ruta dels quaranta dies" enllaçava la part central de Darfur amb Asyut a Egipte.
Hi ha quatre trets principals de la geografia física. El primer tret es que la totalitat de la meitat oriental de Darfur es troba coberta amb planes i turons baixos de terres sorrencs, coneguts com a goz, i turons de gres. En molts llocs el goz és sense aigua i només pot ser habitat on hi ha dipòsits d'aigua o perforacions profundes. Encara que sec, el goz també pot donar suport a una rica pastura i terres de conreu. A mesura que anem cap al nord el goz es transforma en les sorres desèrtiques del Sàhara. Un segon tret són els uadis, cursos d'aigua estacionals que es desborden només ocasionalment durant l'estació humida. Els grans uadis del Darfur occidentals flueixen centenars de kilòmetres cap a l'oest fins al llac Txad. Molts uadis donen lloc a al·luvions amb un terra ric malgrat que són difícils de conrear. El Darfur occidental és dominat per un tercer tret, la roca basal, a vegades coberta amb una capa prima de terra sorrenca. La roca basal és massa estèril per ser cultivada, però proporciona una coberta vegetal esporàdica que pot ser pasturada per animals. El quart i darrer tret són les muntanyes Marrah, un massís d'origen volcànic, que culmina en el cim del cràter Deriba on hi ha una àrea petita de clima temperat, precipitacions altes i fonts permanents d'aigua. La part sud, amb població dedicada als bovins, està habitada pels bakkara.
La teledetecció mitjançant radar ha detectat l'empremta d'un antic llac que hauria alimentat un antic afluent del Nil. Aquest llac amb una superfície de 49.500 km² i que hauria contingut uns 2.528 km³ d'aigua en una època que la regió era molt més humida fa entre 25.000 i 5.000 anys. Malgrat haver-se assecat fa milers d'anys es creu que en el seu lloc existeix un gran aqüífer.

## Ètnies
- Fur, negroides nadius del Djabal Marra, dividits en tres tribus, la principal de les quals és els Kundjara (de la que va sortir el clan reial dels Kayra, i també els Musabbat, escindits i que van fundar un sultanat al Kordofan). Els Fur van dominar als tundjur i més abans als dadju, pobles dels que encara en queda el substrat.
- Bakkara, negroides barrejats amb àrabs, amb dues tribus principals, el Rizaykat i els Taaisha.
- Àrabs camellers del nord (abans anomenats Fazara)
- Altres minories, emigrants nubians, barabra, danakils, i djaaliyyin.

## Història

Bandera fur moderna

Les fonts principals són l'historiador Muhammad ibn Umar al-Tunisi, que va visitar el país i hi va viure del 1803 al 1811, l'alemany Nachtigal, que el va visitar el 1894, l'austríac Rudolf Carl Von Slatin (1857-1932) que en fou governador del 1881 al desembre del 1883, substituint al primer governador egipci Hassan Bey Hilmi (governador 1874 a 1881), i finalment el libanès Naum Shukayr, agent del condomini que va tenir com a font al xeic al-Tayyib, antic imam del sultà Ibrahim (1873-1874).
Els primers documentats són els tundjur, dirigits per un descendent del mític Ahmad al-Makur (Ahmad el Coix), un suposat àrab d'Ifríqiya d'origen hilalià o abbàssida (a vegades és presentat com el representant de la unió, per matrimoni, de tundjurs i furs). Un fill o descendent, Dali (o Dalil Bahr), fou el legislador i organitzador de l'estat dels fur que van dominar als tundjur. Sulayman Solong, fill d'una dona àrab, és presentat habitualment com el introductor de l'islam amb el títol de sultà (tot i així costums preislàmiques es testimonien habitualment al segle xix i encara al segle XX).
El sultanat va existrir probablement del segle xv al XIX, quan va ser annexionat per Egipte el 1874 com a província dins el Sudan. Des del 1883 va estar en poder del Mahdi que la va conservar fins al 1888. El sultanat, que va conservar un cert poder al Djabal Marra, fou restablert (1899) fins a la conquesta anglo-egipcia de 1916. De 1914 a 1916 va estar sota nominal sobirania otomana.
Després es va delimitar la frontera occidental amb França (Txad) i es va arranjar un acord definitiu el 1919 que reconeixia al Darfur el Dar Kimr i dos terços de Dar al-Masalit (estats tampons entre el Darfur angloegipci i l'Altiplà d'Ouaddai francès. La delimitació sobre el terreny es va acabar el 1924. Una revolta d'un fakih messiànic a Nyala el 1921, no va aturar la pacificació, i la província va tenir molt poca intervenció dels anglo-egipcis. Les comunicacions aèries es van establir el 1947, i després es van fer algunes escoles i una via fèrria a través del Kordofan del sud fins a Nyala acabada l'abril de 1959.

## Administració
El sultà tenia representants personal en alguns llocs que portaven el títol de makdum (plural makadim). En la casa reial la principal figura era la iya basi, germana del sultà; cada dona de la família reial era una mayram.
Sota el domini egipci (1874) un governador (mudir umum Dar Fur) amb seu a Al-Fashir, tenia delegats o subgovernadors (mudir), un al mateix Al-Fashir i altres a Shakka (territori dels Rizaykat), Dara (en la ruta del sud a la capital) i Kabkabiyya (a la part occidental en la ruta del Waddai). R. L. Hill dona la llista de governadors (Rulers of the Sudan 1820-1885, 1951).
Sota els mahdistes Darfur es va reunir al Kordofan i va formar la Província Occidental (Imalat al-Gharb) dirigida per un amil (amil umum Dar Fur, governador militar). El 1899 al restablir-se el sultanat l'administració mahdista, limitada ara a Darfur, es va conservar.
Després de 1916 la província va rebre un governador britànic i es van nomenar comissaris de districte inicialment sempre oficials militars. La justícia es va transferir progressivament als locals.
Sota el Sudan independent es van establir les províncies i després estats. Darfur fou una província (1956-1980). La província de Darfur tenia el 1956 una població d'1.328.765 habitants i una superfície de 509.075 km², i la capital era al-Fashir.
El juliol de 1974 es va dividir en dues províncies: Darfur del Nord i Darfur del Sud; la província del nord tenia 346.155 km² i 1.327.947 habitants (1983) amb capital a al-Fhashir, i la del sud 162.529 km² i 1.765.752 habitants, i la capital era Nyala.
El 1980 es va crear la regió dins de la qual van quedar les dues províncies que no es van modificar (la suma de les dues províncies era la regió); la regió fou declarada wilayat o estat el 1991 sent governada de l'agost d'aquell any fins al febrer de 1994 per al-Tayib Khayr.
El 1994 es va dividir en tres estats: Darfur del Nord o Darfur Septentrional, amb una superfície de 296.420 km² i població de 2.113.626 habitants (capital al-Fashir); Darfur del Sud o Darfur Meridional (Janob Darfur), amb superfície de 127.300 km² i població de 4.093.594 habitants (capital Nyala); i Darfur de l'Oest o Darfur Occidental (Gharb Darfur) amb superfície de 79.460 km², i població d'1.308.225 habitants (capital Geneina).
Aquesta situació va durar fins que pels acords de pau es va establir el 23 d'abril de 2007 l'Autoritat Regional de Transició a Darfur fins que un referèndum (a celebrar abans del 2011) establís si els tres estats es reunirien en una regió autònoma o romandrien igual.

## Presidents de l'Autoritat Regional de Transició
- 23 d'abril de 2007 - 5 de desembre de 2010 Suliman Arkou Minnawi, del Moviment d'Alliberament del Sudan
- 5 de desembre de 2010 - 21 de setembre de 2011 Shartai Jaafar Abdel Hakam, del Partit del Congrés Nacional

## Presidents de l'Autoritat regional de Darfur
- 21 de setembre de 2011 - Tijani al-Sissi Moviment d'Alliberament i Justicia